# Wolfgang Werkmeister
Wolfgang Werkmeister (* 12. April 1941 in Berlin) ist ein deutscher Grafiker, Zeichner und Maler. Er lebt in Hamburg und Schleswig-Holstein.

## Leben und Werk
Werkmeister wurde an der Akademie der Bildenden Künste Stuttgart ausgebildet. Prägend war für ihn der Unterricht von Gunter Böhmer in der Fachklasse für freie Grafik und Illustration, bei dem er Handwerk und sein Verständnis von Bildkomposition lernte. 1964 übersiedelte er nach Hamburg. Er arbeitete als Vogelwart auf der Amrumer Odde. 1965 setzte er seine Ausbildung bei Wilhelm M. Busch und Siegfried Oelke (1923–1986) an der Fachhochschule für Gestaltung Hamburg fort, wo er von 1972 bis 1973 als Dozent wirkte. 1966 richtete er seine Radierwerkstatt ein und arbeitete als Pressezeichner. Stipendien ermöglichten 1974 und 1977 Aufenthalte in Worpswede und in der Künstlerkolonie Ekely in Oslo. Studienreisen führten ihn 1983 und 1985 nach Marokko, 1989 nach Papua-Neuguinea, 1995 nach New York, 1999 nach Lanzarote. Ab 1988 entstand die Radierfolge Hamburg-Zyklus, ab 1994 Radierfolge Westküsten-Zyklus, ab 1999 Radierfolge Lanzarote-Zyklus, ab 2002 Radierfolge Ostküsten-Zyklus. 2001 erhielt er den Kunstpreis der Stadt Baden-Baden, 2019 den Kunstpreis der Schleswig-Holsteinischen Wirtschaft.

## Einzelausstellungen (Auswahl)
- 1987: Hamburger Kunsthalle
- 1989: Helms Museum, Hamburg
- 1994: Stadtmuseum Dresden
- 1998: Schleswig-Holsteinisches Landesmuseum, Kloster Cismar; Emslandmuseum Schloss Clemenswerth, Sögel
- 2001: Wolfgang Werkmeister. Radierungen. Landesmuseum Oldenburg[2]
- 2004: Altonaer Museum, Hamburg
- 2011: Museum der Westküste, Alkersum/Föhr
- 2015: Nordfriesland Museum. Nissenhaus Husum
- 2018: Die Kunst der Radierung. Wolfgang Werkmeister. Ostholstein-Museum Eutin[3]
- 2019: Westküste – Ostküste. Stiftung Schleswig-Holsteinische Landesmuseen Schloss Gottorf, Schleswig[4]